# 1913
1913 (MCMXIII) byl rok, který dle gregoriánského kalendáře započal středou.

## Události

### Česko
- 14. ledna – založen fotbalový klub SK Židenice (dnes FC Zbrojovka Brno).
- 1. dubna – Rudolf Jedlička založil v Praze na Vyšehradě první český ústav pro tělesně postiženou mládež, pozdější Jedličkův ústav
- 3. července – zahájen provoz parní dopravy na Vítkovické závodní dráze (viz Tramvajová doprava v Ostravě)
- 26. července – tzv. Anenskými patenty byl rozpuštěn český zemský sněm a nahrazen jmenovanou zemskou správní komisí. Důvodem byla nefunkčnost sněmu kvůli neúčasti německých poslanců a špatná finanční situace správy.[1]
- 28. září – majitel pražské obchodní školy František Hlaváček zastřelil manželku, dvě děti i sebe

### Svět
- 4. března – Proběhla inaugurace nastupujícího 28. prezidenta Spojených států amerických Woodrowa Wilsona.
- 18. března – Na řeckého krále Jiřího I. je spáchán atentát. Na trůnu jej nahradí jeho nejstarší syn Konstantin I.
- 6. dubna – v Monaku poprvé proběhl rychlostní závod hydroplánů zvaný Schneiderův pohár.
- 24. dubna – V New Yorku je slavnostně otevřen mrakodrap Woolworth Building, který byl s výškou 241 metrů až do roku 1930 nejvyšší budovou na světě.
- 30. května – porážkou Turecka skončila tzv. první balkánská válka (začala 8. října 1912)
- 16. června až 18. července probíhala druhá balkánská válka. Bulharsko bylo poraženo svými někdejšími spojenci a Tureckem.
- 18. října – V Lipsku je slavnostně otevřen Památník Bitvy národů.
- 24. prosince – USA zavedli Federální rezervní systém
- Drač se stalo hlavním městem Albánie
- Norsko přiznalo volební právo ženám

## Vědy a umění
- 29. května – V Paříži byl uveden skandální balet Igora Stravinského Svěcení jara.
- 17. říjen – Premiéra českého němého filmu Konec milování s Andulou Sedláčkovou v hlavní roli. Režii měli Otakar Štáfl a Max Urban
- 31. prosince – Westminsterský most v Londýně je osvětlen plynovými lampami.
- Henry Moseley objevil závislost umístění prvku v periodické tabulce na jeho rentgenovém difrakčním spektru.
- rozpad německé skupiny Die Brücke
- Thomas Alva Edison objevil způsob synchronizace zvuku a promítaného filmu.
- Byla vydána anglická Catholic Encyclopedia.
- Dánský fyzik Niels Bohr představil svůj teoretický popis struktury atomu známý jako Bohrův model atomu.
- A. Meissner objevil princip zpětné vazby a sestrojil elektronkový oscilátor.
- Bratři Mario a Martino Pradové zakládají v Miláně butik s koženým zbožím.
- Americká společnost RJ Reynolds Tobacco začíná vyrábět cigarety značky Camel.

## Nobelova cena
- Nobelova cena za fyziku – Heike Kamerlingh Onnes za výzkum vlastností hmoty za nízkých teplot, což vedlo, kromě jiného, ke zkapalnění helia
- Nobelova cena za fyziologii a lékařství – Charles Richet za práce o anafylaxi
- Nobelova cena za chemii – Alfred Werner za práce na slučování atomů v molekulách
- Nobelova cena za literaturu – Rabíndranáth Thákur (Indie)
- Nobelova cena za mír – Henri La Fontaine (Belgie)

## Narození
Automatický abecedně řazený seznam viz Kategorie:Narození v roce 1913

### Česko

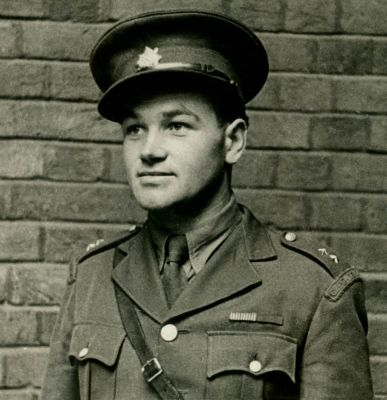
Jan Kubiš (* 24. června)

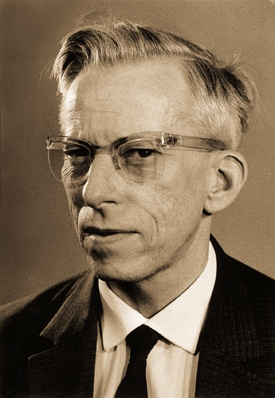
Otto Wichterle (* 27. října)

- 1. ledna – Vladimír Vokolek, básník († 23. července 1988)
- 2. ledna – Helena Rašková, farmakoložka († 13. dubna 2010)
- 9. ledna – Vladimír Sýkora, slovenský dramatik českého původu († 19. října 1942)
- 10. ledna – Gustáv Husák, komunistický prezident († 18. listopadu 1991)
- 12. ledna – Sláva Štochl, fotograf († 28. prosince 1990)
- 16. ledna – Emil Hradecký, muzikolog, hudební skladatel a pedagog, archivář. († 18. listopadu 1974)
- 18. ledna – Svatopluk Sova, fotograf († 8. srpna 1984)
- 26. ledna – Josef Jägerman, komunistický poslanec († ?)
- 27. ledna – Zdenka Hrnčířová, operní pěvkyně († 18. května 1984)
- 1. února – Ivan Holý, komunistický politik († ?)
- 8. února – Vladislav Soukup, zahraniční voják, výsadkář († 15. března 1943)
- 15. února – Božena Havlová, výtvarnice a módní návrhářka († 11. prosince 1970)
- 27. února – Ivo Ducháček, lidovecký a exilový politik († 2. března 1988)
- 28. února
  - Josef Moštěk, katolický kněz a politický vězeň († 14. ledna 1986)
  - František Šorm, chemik († 18. listopadu 1980)
- 1. března – Bedřich Koula, studentský funkcionář popravený nacisty († 17. listopadu 1939)
- 2. března
  - Zdenko Feyfar, fotograf († 3. února 2001)
  - Ladislav Kozderka, skladatel, dirigent a klavírista († 11. prosince 1999)
- 7. března – Svatopluk Technik, architekt, pedagog a publicista († 2. února 2010)
- 9. března – Ivan Haluzický, důstojník československého letectva († 4. listopadu 1965)
- 12. března – Jan Nedělka, komunistický poslanec († ?)
- 15. března – Antonín Novotný, herec a chemik († 24. dubna 2005)
- 18. března – Alois Sopr, český sochař a medailer († 25. června 1993)
- 21. března
  - František Bogataj, voják v zahraničním odboji († 4. února 1999)
  - Jaroslav Novák, komunistický poslanec († ?)
- 24. března – František Schwarzenberg, diplomat († 9. března 1992)
- 29. března – Jiří Weiss, režisér († 10. dubna 2004)
- 1. dubna
  - Bedřich Steiner, komunistický poslanec († 1. října 1983)
  - František Peltán, účastník československého protinacistického odboje († 20. července 1942)
- 7. dubna – Jindřich Klečka, odbojový radiotelegrafista († 4. října 1941)
- 10. dubna
  - Jaroslav Kouřil, katolický teolog († 29. prosince 1981)
  - Rudolf Procházka, partyzánský velitel († 11. dubna 1973)
- 12. dubna – Štefan Bíro, československý fotbalista († 14. března 1954)
- 15. dubna – Miroslav Sedlák, sociálně-demokratický a exilový politik († 23. ledna 1981)
- 17. dubna – Ludvík Dupal, československý fotbalista a francouzský trenér († ?)
- 18. dubna – Miloš Sokola, houslista a hudební skladatel († 28. září 1976)
- 20. dubna – Jan Anastáz Opasek, teolog, opat břevnovského kláštera († 24. srpna 1999)
- 21. dubna – Norbert Frýd, spisovatel a diplomat († 18. března 1976)
- 23. dubna
  - Václav Davídek, historik († 6. března 1993)
  - Ljuba Hermanová, herečka († 21. května 1996)
  - Jan Lebeda, katolický kněz a biskup († 5. listopadu 1991)
- 27. dubna – Zita Kabátová, herečka († 27. května 2012)
- 3. května – Josef Zvěřina, katolický teolog († 18. srpna 1990)
- 5. května – Jiří Krupička, geolog a esejista († ?)
- 7. května – Anna Friedlová-Kanczuská, architektka a urbanistka († ?)
- 12. května – Oldřich Pechal, zahraniční voják, výsadkář († 22. září 1942 )
- 13. května
  - František Domažlický, houslista a skladatel († 29. října 1997 )
  - Vladimír Dvořák, bezpartijní poslanec v 50. letech († ?)
- 14. května – Rudolf Mertlík, spisovatel a překladatel († 28. července 1985 )
- 16. května – Zdeněk Pluhař, spisovatel († 18. června 1991 )
- 18. května – Jaroslav Klíma, studentský funkcionář popravený nacisty († 17. listopadu 1939)
- 20. května – Jan Truhlář, fotbalista († ?)
- 22. května – František Jílek, dirigent, klavírista a skladatel († 16. září 1993)
- 26. května – Otto Slabý, lékař, histolog, embryolog a entomolog († 18. října 1993)
- 28. května
  - Vilém Frendl, fotograf († 18. prosince 2007)
  - Jiří Verberger, jazzový klavírista († 2. listopadu 1973)
  - Karel Dvořák, literární historik, folklorista a překladatel († 9. června 1989)
- 30. května – Gustav Przeczek, polský menšinový spisovatel a politik († 21. února 1974 )
- 6. června – Jiří Hájek, právník a politik († 22. října 1993)
- 10. června – Pavel Kohn-Kubín, vojenský pilot († 13. března 1944)
- 12. června – František Krajčír, komunistický politik († 16. května 1986)
- 14. června – Beno Blachut, operní pěvec († 10. ledna 1985)
- 18. června – Karel Gavlík, komunistický poslanec († ?)
- 24. června – Jan Kubiš, parašutista († 18. června 1942)
- 27. června – Zdeňka Veřmiřovská, gymnastka († 13. května 1997)
- 29. června – Vratislav Krutina, komunistický poslanec a ministr († ?)
- 5. července – Hanuš Bonn, básník († 20. října 1941)
- 6. července – Ota Ornest, divadelní režisér a herec († 4. srpna 2002)
- 7. července
  - Rudolf Skopec, historik fotografie († 18. července 1975)
  - Karel Poláček, komunistický politik († ?)
- 8. červenec – Eric Stein, americký diplomat českého původu († 28. července 2011)
- 11. července – Zdeněk Galuška, spisovatel, vypravěč a malíř († 13. února 1999)
- 14. července – Václav Škoda, komunistický politik († 2. října 1989)
- 18. července – Mojmír Fučík, lékař, profesor UK († 29. října 2011)
- 26. července – Viktor Linhart, komunistický poslanec († 22. prosince 1950)
- 27. července – Arnošt Mikš, zahraniční voják, výsadkář († 30. dubna 1942)
- 29. července – Marie Danielová, poúnorová komunistická poslankyně († ?)
- 30. července – Vladimír Slánský, vojenský pilot († 24. srpna 1993)
- 1. srpna – Vratislav Janda, odbojář, oběť komunismu († 5. listopadu 1949)
- 4. srpna
  - Jan Beran, fotograf a amatérský filmař († 2003)
  - Václav Petrásek, komunistický poslanec († ?)
- 6. srpna – Alfred Technik, český spisovatel, reportér a scenárista († 17. prosince 1986)
- 8. srpna – Jaroslav Mackerle, architekt, historik, etnograf († 3. listopadu 1964)
- 10. srpna – Emil Pluhař, katolický teolog, politický vězeň († 9. července 2004)
- 14. srpna – Jan Novotný, komunistický poslanec († ?)
- 15. srpna – Jiří František Novák, hudební skladatel a pedagog († ? 1993)
- 16. srpna – Václav Junek, malíř a grafik († 29. ledna 1976)
- 19. srpna – Vojtěch Erban, sociálně-demokratický a komunistický poslanec († 28. ledna 1981)
- 27. srpna – Antonín Zgarbík, jezuitský hodnostář, politický vězeň († 22. ledna 1965)
- 31. srpna – Rudolf Margolius, oběť procesu se Slánským († 3. prosince 1952)
- 5. září – Mike Buckna, lední hokejista a trenér († 6. ledna 1996)
- 12. září
  - Miroslav Brdička, fyzik († 25. prosince 2007)
  - Maxmilián Jirák, komunistický poslanec († ?)
- 15. září – Ludvík Horký, kněz, administrátor brněnské diecéze († 5. ledna 2008)
- 17. září – Josef Jonáš, komunistický poslanec a ministr († ?)
- 19. září
  - Bohumil Šimonovský, kněz, politický vězeň († 4. července 1991)
  - Rudolf Berečka, komunistický politik († 22. července 1978)
- 20. září – Jan Marius Tomeš, básník, esejista († 11. srpna 2010)
- 21. září
  - Věra Ferbasová, herečka († 4. srpna 1976)
  - Alois Mourek, fotbalista († 2. února 1988)
- 23. září
  - Archimiro Caha, radiolog († 8. ledna 2007)
  - František Nedělka, zahraniční voják, výsadkář († 70. léta 20. stol.)
- 25. září – Josef Bican, čs. fotbalový útočník († 12. prosince 2001)
- 28. září – Karel Jindřich Krušina, spisovatel
- 30. září – Juraj Vieska, komunistický prokurátor († ? 1965)
- 4. října – Štěpán Urban, skladatel a esperantský básník († 4. května 1974)
- 5. října – Bedřich Synek, herec († 1989)
- 6. října – Vojtěch Bradáč, fotbalista († 30. března 1947)
- 10. října – Josef Žižka, výsadkář († 18. ledna 1945)
- 12. října – Vladimír Kovářík, literární vědec († 7. června 1982)
- 16. října – Jan Havelka, komunistický poslanec († ?)
- 23. října – František Sádek, filmový herec a režisér († 21. ledna 1998)
- 25. října – Karel Valdauf, skladatel († 4. července 1982)
- 27. října
  - Otto Wichterle, chemik, vynálezce kontaktních čoček († 18. srpna 1998)
  - metropolita Dorotej, pražský pravoslavný arcibiskup († 30. prosince 1999)
  - Eduard Frank, komunistický poslanec († ?)
- 6. listopadu – Václav Boštík, malíř, grafik a ilustrátor († 7. května 2005)
- 9. listopadu – Jiří Zástěra, fotbalista († 15. srpna 1983)
- 10. listopadu – Zdeněk Vogel, zoolog a spisovatel († 9. prosince 1986)
- 11. listopadu – Josef Rubeš, právník († 1994)
- 15. listopadu
  - Leopold Hofman, odbojář, komunistický politik, disident († 18. ledna 1990)
  - Miroslav Kučera, komunistický poslanec († ?)
- 19. listopadu – Josef Kinský, šlechtic († 14. března 2011)
- 22. listopadu – Drahomíra Šustrová, spisovatelka a historička († 21. července 2006)
- 28. listopadu – Jiří Růžička, spisovatel, autor knih pro mládež († ?)
- 30. listopadu – František Kábele, speciální pedagog († 22. listopadu 1998)
- 3. prosince – Jan Stránský, politik a novinář († 22. února 1998)
- 4. prosince – Bohumil Chocholouš, fotbalista († ?)
- 5. prosince
  - Josef Týfa, typograf († 19. ledna 2007)
  - František Desenský, lidovecký politik († 1. května 1984)
- 7. prosince – František Čáp, režisér († 13. ledna 1972)
- 8. prosince – Zdeněk Koubek, atlet a ragbista († 12. června 1986)
- 14. prosince – Vlasta Foltová, gymnastka († 2001)
- 16. prosince – Oldřich Laštůvka, malíř († 11. července 1996)
- 18. prosince – Viktor Knapp, právník († 29. června 1996)
- 21. prosince – Jan Němec, sociálně-demokratický a komunistický poslanec († ?)
- 22. prosince – Jaroslav Mařík, esperantista († 5. května 1997)
- 23. prosince – Jan Latner, komunistický poslanec († ?)
- 28. prosince
  - Jiří Hendrych, komunistický politik († 16. května 1979)
  - Richard Dvořák, komunistický politik († ?)
- 29. prosince – Vladimír Šustr, spisovatel († 17. listopadu 1987)
- 30. prosince – Miroslav Němec, komunistický politik († ?)
- 31. prosince – Jan Filípek, exilový spisovatel († 23. září 2004)
- ? – Václav Černý, český hutní inženýr a komunistický ministr († ?)

### Svět

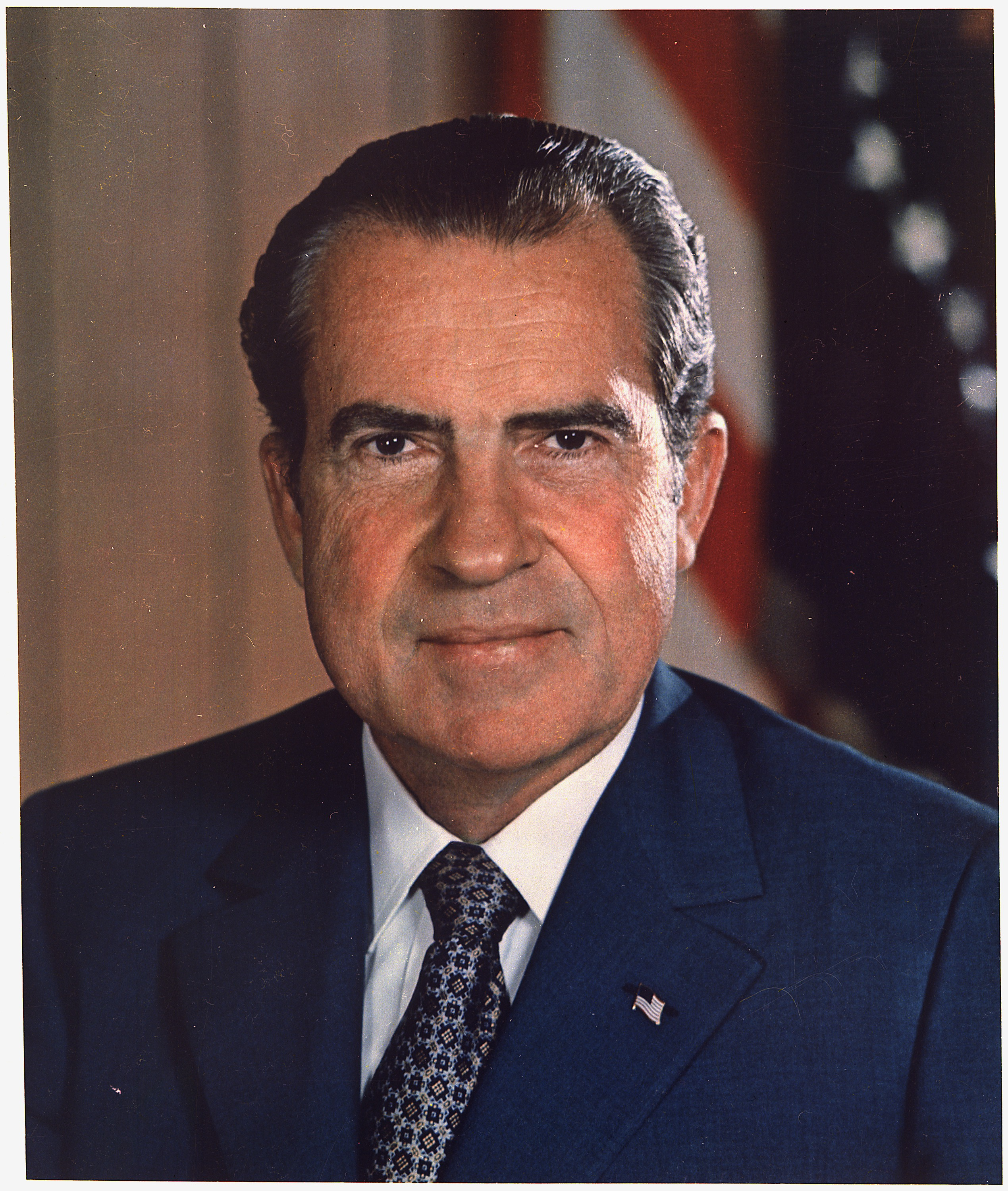
Richard Nixon (* 9. ledna)

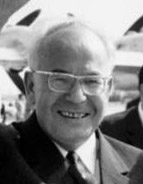
Gustáv Husák (* 10. ledna)

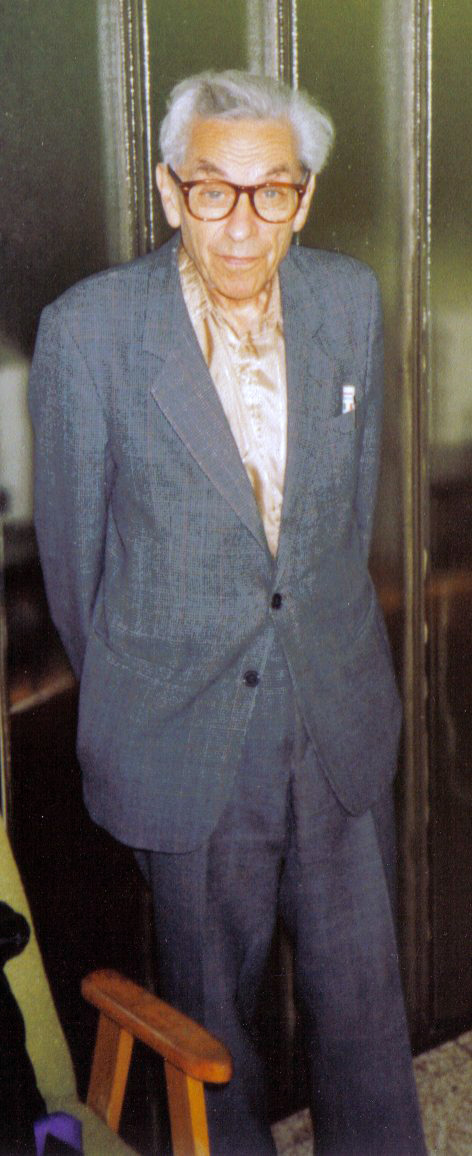
Pál Erdős (* 26. března)

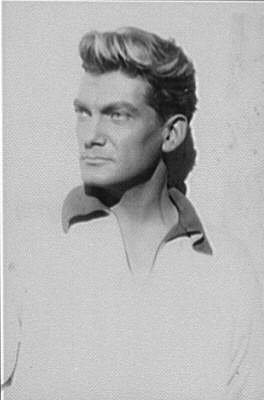
Jean Marais (* 11. prosince)

- 2. ledna – Cvi Zimmerman, izraelský poslanec († 10. června 2006)
- 4. ledna – Malietoa Tanumafili II., západosamojský vládce od 1962 († 11. května 2007)
- 5. ledna – Pierre Veuillot, pařížský arcibiskup († 14. února 1968)
- 6. ledna
  - Edward Gierek, polský politik († 29. července 2001)
  - Loretta Youngová, americká herečka († 12. srpna 2000)
- 8. ledna
  - Rafa'el Baš, sionistický aktivista a izraelský politik († 10. března 2000 )
  - Masao Mijamoto, japonský spisovatel píšící v esperantu († 12. července 1989)
- 9. ledna – Richard Nixon, 37. prezident Spojených států amerických († 22. dubna 1994 )
- 11. ledna – Šmu'el Šoreš, izraelský poslanec († 13. listopadu 1981)
- 13. ledna – Martin Martinček, slovenský fotograf († 1. května 2004)
- 15. ledna
  - Miriam Hyde, australská skladatelka († 11. ledna 2005)
  - Lloyd Bridges, americký herec († 10. března 1998)
- 17. ledna – Werenfried van Straaten, zakladatel charitativní organizace Církev v nouzi († 31. ledna 2003)
- 18. ledna – Ada Rapošová, slovenská režisérka († 1999)
- 25. ledna – Witold Lutosławski, polský skladatel a dirigent († 7. února 1994)
- 4. února – Rosa Parksová, americká bojovnice za lidská práva († 24. října 2005)
- 6. února – Mary Leakey, britská archeoložka († 9. prosince 1996)
- 7. února – Ramón Mercader, španělský komunista, vrah Trockého († 18. října 1978)
- 18. února – Artur Axmann, německý nacista († 24. listopadu 1996)
- 27. února
  - Irwin Shaw, americký spisovatel († 16. května 1984)
  - Paul Ricoeur, francouzský evangelický filosof († 20. května 2005)
- 1. března – Salah Hasan Hanífes, izraelský politik († 16. března 2002)
- 3. března – Roger Caillois, francouzský spisovatel a sociolog († 21. prosince 1978)
- 6. března – Alexandr Pokryškin, ruský stíhač († 13. listopadu 1985)
- 4. března – John Garfield, americký herec († 21. května 1952)
- 12. března – Ja'akov Frank, izraelský politik († 10. července 1993)
- 13. března
  - Joe Kelly, irský automobilový závodník († 28. listopadu 1993)
  - Sergej Vladimirovič Michalkov, ruský dramatik, spisovatel a autor textu ruské hymny († 27. srpna 2009)
  - Paul Grice, britský filozof († 28. srpna 1988)
- 14. března – Dominik Tatarka, slovenský spisovatel a disident († 10. května 1989)
- 17. března – Harald Edelstam, švédský diplomat († 16. dubna 1989)
- 18. března
  - Werner Mölders, německý stíhací pilot († 22. listopadu 1941)
  - Reinhard Hardegen, německý ponorkový velitel a politik († 9. června 2018)
- 19. března – Rudolf Pribiš, slovenský sochař († 3. července 1984)
- 21. března – George Abecassis, britský automobilový závodník († 18. prosince 1991)
- 24. března – Malcolm Sheperd Knowles, americký teoretik vzdělávání dospělých († 27. listopadu 1997)
- 26. března – Pál Erdős, maďarský matematik († 20. září 1996)
- 30. března – Frankie Laine, americký zpěvák a herec († 6. července 2007)
- 1. dubna – Chajim Kohen-Meguri, izraelský politik († 10. června 2000)
- 4. dubna
  - Jurij Andrejevič Tregubov, ruský spisovatel († 27. února 2000)
  - Cecil Gant, americký bluesový zpěvák († 4. února 1951)
- 5. dubna – Nicolas Grunitzky, druhý prezident státu Togo († 27. září 1969)
- 7. dubna
  - Georgij Jefimovič Peredělskij, sovětský maršál († 21. listopadu 1987)
  - Sven Rosendahl, švédský spisovatel († 8. září 1990)
- 8. dubna – Rudi Supek, chorvatský sociolog († 2. ledna 1993)
- 10. dubna – Duke Dinsmore, americký automobilový závodník († 1985 )
- 13. dubna – Masatoši Nakajama, japonský karatista († 15. dubna 1987)
- 19. dubna – Ken Carpenter, americký olympijský vítěz v hodu diskem († 15. března 1984)
- 20. dubna – Willi Hennig, německý biolog († 5. listopadu 1976)
- 24. dubna – Celestyna Faron, polská katolická řeholnice, mučednice, blahoslavená († 9. dubna 1944)
- 27. dubna – Philip Abelson, americký jaderný fyzik († 1. srpna 2004)
- 28. dubna – Reg Butler, britský sochař († 23. října 1981)
- duben – Leon James, americký černošský tanečník († listopad 1970)
- 1. května – Hans Walter Süsskind, britský klavírista, dirigent a hudební skladatel českého původu († 25. března 1980)
- 11. května – Robert Jungk, rakouský futurolog († 14. července 1994)
- 16. května – Woody Herman, americký jazzový klarinetista († 29. října 1987)
- 18. května – Charles Trenet, francouzský zpěvák a skladatel († 19. února 2001)
- 21. května – Gina Bachauerová, řecká klavíristka († 22. srpna 1976)
- 23. května
  - Carlos Borja, mexický basketbalista († 25. listopadu 1982)
  - Carlos Rafael Rodríguez, kubánský komunistický politik († 8. prosince 1997)
- 26. května – Peter Cushing, britský herec († 11. srpna 1994)
- 27. května – Wols, německý malíř a fotograf († 1. září 1951)
- 30. května – Eduard Goldstücker, slovenský germanista a překladatel († 23. října 2000)
- 3. června
  - Jicchak Berman, izraelský politik († ?)
  - Natan Peled, izraelský politik († 8. ledna 1992)
- 5. června – Conrad Marca-Relli, americký malíř († 29. srpna 2000)
- 7. června – Nathaniel Richard Nash, americký dramatik († 11. prosince 2000)
- 8. června – Walter Oesau, německý vojenský pilot († 11. května 1944)
- 10. června – Tichon Nikolajevič Chrennikov, ruský hudební skladatel a pedagog († 14. srpna 2007)
- 12. června – Ján Svetlík, slovenský vojenský pilot († 23. března 1939)
- 19. června
  - Earle Meadows, americký olympijský vítěz ve skoku o tyči († 11. listopadu 1992)
  - Rudolf Uher, slovenský sochař († 27. srpna 1987)
  - Helene Madisonová, americká plavkyně. tři zlaté medaile na OH 1932 († 27. listopadu 1970)
- 20. června – Jan Bourbonský, infant španělský († 1. dubna 1993)
- 23. června – William P. Rogers, americký politik († 2. ledna 2001)
- 26. června
  - Aimé Césaire, martinický básník († 17. dubna 2008)
  - Rudolf Brazda, poslední přeživší gay vězeň koncentračních táborů († 3. srpna 2011)
  - Vida Tomšič, slovinská partyzánka a politička († 10. prosince 1998)
- 27. června
  - Philip Guston, americký malíř († 7. června 1980)
  - Micha'el Chazani, izraelský politik († 2. července 1975)
- 28. června – Lev Nowakowski, polský kněz, mučedník, blahoslavený († 31. října 1939)
- 30. června – Alfonso López Michelsen, kolumbijský prezident († 11. července 2007)
- 7. července – Pinetop Perkins, americký bluesový pianista († 21. března 2011)
- 12. července – Willis Eugene Lamb, americký fyzik († 15. května 2008)
- 13. července – Anton Ujváry, slovenský fotbalista († 3. prosince 1942)
- 14. července – Gerald Ford, americký prezident († 26. prosince 2006)
- 15. července – Avraham Suckever, židovský básník († 19. ledna 2010)
- 17. července – Roger Garaudy, francouzský filosof († 13. června 2012)
- 20. července – Lucien Goldmann, rumunsko-francouzský filosof († 8. října 1970)
- 29. července – Erich Priebke, německý válečný zločinec († 11. října 2013)
- 1. srpna – Hajo Herrmann, německý plukovník († 5. listopadu 2010)
- 2. srpna
  - Dionýz Blaškovič, slovenský bakteriolog († 17. listopadu 1998)
  - Arthur Siegel, americký fotograf († 1. února 1978)
- 9. srpna – Tadeusz Koc, polský vojenský letec († 3. června 2008)
- 10. srpna – Wolfgang Paul, německý fyzik († 7. prosince 1993)
- 12. srpna – Alexander Kotov, ruský šachista († 7. ledna 1981)
- 13. srpna – Makarios III., kyperský státník a prezident († 3. srpna 1977)
- 16. srpna – Menachem Begin, izraelský politik (zemřel († 9. března 1992)
- 20. srpna – Roger W. Sperry, americký zoolog († 18. dubna 1994)
- 21. srpna – Fred Agabashian, americký automobilový závodník († 13. října 1989)
- 26. srpna – Boris Pahor, slovinský spisovatel
- 27. srpna – Martin Kamen, americký chemik († 31. srpna 2002)
- 28. srpna – Cornelius Johnson, americký olympijský vítěz ve skoku do výšky († 15. února 1946)
- 30. srpna
  - Richard Stone, britský ekonom († 6. prosince 1991)
  - Thomas Torrance, skotský protestantský teolog († 2. prosince 2007)
- 31. srpna – Helen Levitt, americká fotografka († 29. března 2009)
- 3. září – Michal Navračič, slovenský komunistický poslanec († 31. října 1985)
- 4. září
  - Mickey Cohen, americký gangster († 29. července 1976)
  - Kenzó Tange, japonský architekt († 22. března 2005)
  - Stanford Moore, americký biochemik, Nobelova cena za chemii 1972 († 23. srpna 1982)
- 5. září
  - Mike Buckna, kanadsko-slovenský hokejista († 6. ledna 1996)
  - Ferenc Donáth, maďarský politik, historik zemědělství, publicista († 15. července 1986)
- 6. září – Leônidas da Silva, brazilský fotbalista († 24. ledna 2004)
- 10. září – Friedrich Bachmayer, rakouský paleontolog († 25. července 1989)
- 12. září
  - Jesse Owens, americký sprinter a dálkař († 31. března 1980)
  - Eidži Tojoda, japonský průmyslník († ?)
- 14. září
  - Annalisa Ericsonová, švédská herečka († 21. dubna 2011)
  - Jacobo Árbenz Guzmán, guatemalský prezident († 27. ledna 1971)
- 16. září – Viliam Hájíček, slovenský komunistický poslanec († ?)
- 19. září – Frances Farmer, americká herečka († 1. srpna 1970)
- 22. září – Tibor Buday, slovenský geolog († 18. září 2001)
- 24. září – Wilson Rawls, americký spisovatel († 16. prosince 1984)
- 28. září
  - Ellis Petersová, anglická spisovatelka († 14. října 1995)
  - Alice Marbleová, americká tenistka († 13. prosince 1990)
- 29. září
  - Stanley Kramer, americký režisér († 19. února 2001)
  - Ja'akov Meridor, sionistický aktivista a izraelský politik († 30. června 1995)
  - Silvio Piola, italský fotbalista († 4. října 1996)
- 30. září
  - Samuel Eilenberg, polsko-americký matematik († 30. ledna 1998)
  - Robert Nisbet, americký sociolog († 9. září 1996)
- 1. října – Jisra'el Barzilaj, izraelský politik († 12. června 1970)
- 2. října – Chajim Josef Cadok, izraelský politik († 15. srpna 2002)
- 3. října – Anastasio Alberto Ballestrero, italský kardinál († 21. června 1998)
- 10. října
  - Claude Simon, francouzský spisovatel († 6. července 2005)
  - Ed Marlo, americký kouzelník († 7. listopadu 1991)
  - Alžběta Marie Bavorská, hraběnka z Kagenecku († 3. března 2005)
- 11. října – Joe Simon, americký komiksový spisovatel († 14. prosince 2011)
- 22. října – Robert Capa, maďarský válečný fotograf († 25. května 1954)
- 25. října
  - Klaus Barbie, nacistický válečný zločinec († 25. září 1991)
  - Avraham Jofe, izraelský generál a politik († 11. dubna 1983)
- 26. října – Charlie Barnet, americký jazzový saxofonista a skladatel († 4. září 1991)
- 31. října – Hubert Petschnigg, rakouský architekt († 15. září 1997)
- 2. listopadu
  - Erik Asmussen, dánský architekt († 29. srpna 1998)
  - Burt Lancaster, americký herec a režisér († 20. října 1994)
- 5. listopadu
  - Vivien Leighová, anglická herečka († 8. července 1967)
  - Sam Ruben, americký biochemik († 28. září 1943)
- 7. listopadu
  - Albert Camus, francouzský spisovatel a filozof († 4. ledna 1960)
  - Per Anger, švédský diplomat († 26. srpna 2002)
  - Anatolij Markovič Gurevič, ruský špion († 2. ledna 2009)
- 9. listopadu – Hedy Kieslerová, rakousko-americká herečka († 19. ledna 2000)
- 10. listopadu – Álvaro Cunhal, portugalský politik a spisovatel († 13. června 2005)
- 11. listopadu – Dezider Kostka, slovenský fotbalista († 22. srpna 1986)
- 13. listopadu – Lon Nol, kambodžský voják, politik a prezident († 17. listopadu 1985)
- 14. listopadu – Malcom McLean, americký průkopník kontejnerizace († 25. května 2001)
- 15. listopadu
  - František Bíroš, slovenský výsadkář († 2. listopadu 1944)
  - Jicchak Kahan, izraelský soudce († 24. dubna 1985)
- 17. listopadu – Christiane Desroches Noblecourt, francouzská egyptoložka († 23. června 2011)
- 18. listopadu – Keith Kissack, britský historik († 31. března 2010)
- 22. listopadu – Benjamin Britten, britský skladatel († 4. prosince 1976)
- 24. listopadu – Gisela Mauermayerová, německá olympijská vítězka v hodu diskem († 9. ledna 1995)
- 27. listopadu
  - Ondrej Horvát, slovenský komunistický poslanec († ?)
  - Lewis Coser, americký sociolog († 8. července 2003)
- 1. prosince – Heorhij Majboroda, ukrajinský hudební skladatel († 6. prosince 1992)
- 5. prosince – Július Gábriš, slovenský katolický biskup († 13. listopadu 1987)
- 6. prosince
  - Eleanor Holmová, americká olympijská vítězka v plavání († 31. ledna 2004)
  - Hester Burtonová, anglická spisovatelka († 17. září 2000)
  - John Mikaelsson, švédský olympijský vítěz v chůzi na 10 kilometrů († 16. června 1987)
- 8. prosince – Delmore Schwartz, americký spisovatel († 11. července 1966)
- 11. prosince – Jean Marais, francouzský herec († 8. listopadu 1998)
- 12. prosince – Rex Easton, americký automobilový závodník († 21. prosince 1974)
- 14. prosince – Rosalyn Turecková, americká klavíristka a muzikoložka († 17. července 2003)
- 15. prosince – Walt Ader, americký automobilový závodník († 25. listopadu 1982)
- 16. prosince – Arje Ben Eli'ezer, sionistický vůdce a izraelský politik († 29. ledna 1970)
- 17. prosince – Mary Kenneth Keller, americká řeholnice a matematická informatička († 10. ledna 1985)
- 18. prosince
  - Antoni Adamiuk, polský katolický biskup († 25. ledna 2000)
  - Willy Brandt, německý politik († 8. října 1992)
- 19. prosince – Mykola Amosov, ukrajinský lékař, vynálezce a spisovatel († 12. prosince 2002)
- 21. prosince – Heinz Conrads, rakouský herec a interpret († 9. dubna 1986)
- 23. prosince
  - Margit Anna, maďarská malířka († 4. června 1991)
  - Mahmud Namik Efendi, osmanský princ a vnuk sultána Mehmeda V. († 13. listopadu 1963)
- 24. prosince
  - Štefan Bielik, slovenský komunistický politik († ?)
  - Štefan Livinka, slovenský komunistický politik († ? )
- 25. prosince – Tony Martin, americký zpěvák a herec († 27. července 2012)
- 20. února – Tone Fajfar, slovinský politik a partyzán († 12. prosince 1981)
- ? – Geršon Zak, velitel izraelského námořnictva († 1989)
- ?  – Tadeusz Ensztajn, polský sériový vrah a násilník († ?)

## Úmrtí
Automatický abecedně řazený seznam viz Kategorie:Úmrtí v roce 1913

### Česko

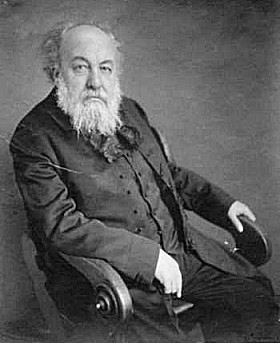
Mikoláš Aleš († 10. července)

- 5. února – František Tilšer, matematik (* 12. června 1825)
- 12. února – Matěj Anastasia Šimáček, novinář a spisovatel (* 5. února 1860)
- 14. února – Karel Krohn, zakladatel prvního dobrovolného hasičského sboru v Čechách (* 25. října 1846)
- 18. února – George Washington Custis Lee, syn generála Roberta Edwarda Lee (* 16. září 1832)
- 24. březen
  - Bohumil Hanč, lyžař (* 19. listopadu 1886)
  - Václav Vrbata, lyžař (* 11. října 1885)
- 5. dubna – Jerzy Cienciała, polský politik na Těšínsku (* 4. dubna 1834)
- 6. dubna – Moritz Allé, český astronom a matematik (* 19. července 1837)
- 11. dubna – Hermann Hallwich, poslanec Českého zemského sněmu a Říšské rady (* 9. května 1838)
- 17. dubna – Karel M. Kmoch, kněz, vychovatel hluchoněmých (* 12. října 1839)
- 30. dubna – Josef Kahl, rakouský a český podnikatel a politik německé národnosti (* ? 1840)
- 3. června – Josef Richard Rozkošný, skladatel (* 21. září 1833)
- 14. června – Adolf Frumar, učitel, autor učebnic (* 1850)
- 17. června
  - Tomáš Eduard Šilinger, politik a novinář (* 16. prosince 1866)
  - Jan Evangelista Šťastný, středoškolský profesor (* 6. prosince 1824)
- 29. června – Václav Jansa, malíř (* 21. října 1859)
- 6. července – Vojtěch Král z Dobré Vody, heraldik (* 20. dubna 1844)
- 9. července – Josef Strachovský, sochař (* 19. dubna 1850)
- 10. července – Mikoláš Aleš, malíř (* 18. listopadu 1852)
- 17. července – Ferdinand Chotek, český šlechtic a poslanec Říšské rady (* 25. července 1838)
- 19. července – Moritz Allé, astronom a matematik (* 6. dubna 1852)
- 20. července – Jan Tuček, český varhanář (* 16. května 1842)
- 7. srpna – David Popper, violoncellista a hudební skladatel (* 18. června 1843)
- 26. srpna – Antonín Steidl, český lékař a politik (* 31. března 1832)
- 1. září – Ladislav Quis, spisovatel a básník (* 5. února 1846)
- 5. září – Vilém Amort, sochař (* 7. října 1864)
- 19. září – Jan Srp, kartograf (* 11. května 1849)
- 20. září – Ferdinand Blumentritt, etnograf Filipín (* 10. září 1853)
- 22. září – Václav Kredba, učitel a spisovatel (* 7. března 1834)
- 4. října – Karel IV. kníže ze Schwarzenbergu, český šlechtic a politik (* 1. července 1859)
- 7. října – David Popper, skladatel (* 9. prosince 1843)
- 14. října – Václav Robert Kounic, politik a mecenáš (* 26. září 1848)
- 30. října – Anton Waldhauser, český malíř (* 17. března 1835)
- 8. listopadu – Alfons Ferdinand Šťastný, agrární filosof a politik (* 19. dubna 1831)
- 15. listopadu – Antonín Frič, přírodovědec (* 30. července 1832)
- 21. listopadu – Felix Vetter z Lilie, velkostatkář a politik (* 18. března 1830)
- 24. listopadu – Antonie di Giorgi, pražská německá spisovatelka (* 2. června 1836)
- 29. listopadu – Tomáš Škrdle, katolický kněz, organizátor katolického života (* 9. září 1853)
- 8. prosince – František Koláček, matematik a fyzik (* 9. října 1851)

### Svět

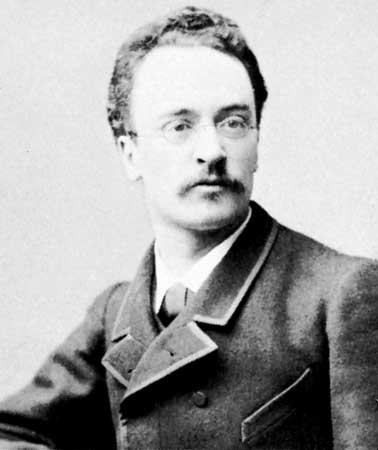
Rudolf Diesel († 30. září)

- 4. ledna – Alfred von Schlieffen, německý polní maršál (* 28. února 1833)
- 5. ledna – Lewis Swift, americký astronom (* 29. února 1820)
- 20. ledna – Karl Wittgenstein, vládce rakouského ocelářského průmyslu (* 8. dubna 1847)
- 21. ledna – Pierre-Ernest Prins, francouzský malíř (* 26. listopadu 1848)
- 27. ledna – Rainer Ferdinand Habsbursko-Lotrinský, rakouský arcivévoda, vnuk císaře Leopolda II. (* 11. ledna 1827)
- 30. ledna – Ferdinand Kronawetter, rakouský, levicově liberální politik (* 26. února 1838)
- 2. února – Gustaf de Laval, švédský průmyslník (* 9. května 1845)
- 8. února – Karl Maria Coudenhove, zemský prezident ve Slezsku (* 8. února 1855)
- 10. února – Konstantinos Tsiklitiras, řecký olympijský vítěz ve skoku do dálky z místa (* 13. října 1888)
- 18. února – George Washington Custis Lee, americký generál (* 16. září 1832)
- 22. února
  - Francisco Madero, mexický politik, revolucionář, spisovatel a podnikatel (* 30. října 1873)
  - Ferdinand de Saussure, švýcarský lingvista (* 26. listopadu 1857)
- 24. února – Seweryn Kniaziołucki, předlitavský státní úředník a politik (* 24. března 1853)
- 4. března – Casimir Arvet-Touvet, francouzský botanik (* 1841)
- 8. března – Jiří I. Řecký, řecký král (* 24. prosince 1845)
- 10. března – Harriet Tubman, americká abolicionistka (* 1820)
- 13. března – Ernst Georg Ravenstein, německo-britský kartograf (* 30. prosince 1834)
- 22. března – Pierre Louis Pierson, francouzský fotograf (* 1822)
- 31. března – John Pierpont Morgan, americký bankéř (* 17. dubna 1837)
- 4. dubna – Alexander Henderson, kanadský fotograf (* 4. března 1841)
- 5. dubna – Jerzy Cienciała, polský politik a národní buditel (* 4. dubna 1834)
- 8. dubna – Gyula Kőnig, maďarský matematik (* 16. prosince 1849)
- 18. dubna – Lester Frank Ward, americký sociolog (* 18. června 1841)
- 15. dubna – Ğabdulla Tuqay, tatarský básník, literární kritik, esejista a překladatel (* 26. dubna 1886)
- 25. dubna – Giovanni Battista Piamarta, italský katolický kněz a světec (* 26. listopadu 1841)
- 2. května
  - Adolf Láng, uherský architekt (* 15. června 1848)
  - Joseph Unger, předlitavský právní odborník a politik (* 2. července 1828)
- 25. května – Alfred Redl, rakousko-uherský důstojník a ruský špión (* 14. března 1864)
- 28. května – John Lubbock, anglický politik a archeolog (* 30. dubna 1834)
- 8. června – Emily Davisonová, britská sufražetka (* 1872)
- 11. června – Mahmud Ševket Paša, osmanský generál (* ? 1856)
- 13. června – Camille Lemonnier, belgický spisovatel (* 24. března 1844)
- 16. června
  - Frank S. Matsura, japonský fotograf (* 1873)
  - Frederikke Federspiel, dánská fotografka (* 25. ledna 1839)
- 22. června – Victorin-Hippolyte Jasset, francouzský filmař (* 30. března 1862)
- 23. června – Tomás López Torregrosa, španělský hudební skladatel (* 24. září 1868)
- 27. června – Şehzade Mahmud Necmeddin, osmanský princ a syn sultána Mehmeda V. (* 23. června 1878)
- 26. července – Rudolf Otto von Ottenfeld, rakouský malíř a pedagog (* 21. července 1856)
- 29. července – Tobias Michael Carel Asser, nizozemský právník (* 28. dubna 1838)
- 1. srpna – Lesja Ukrajinka, ukrajinská spisovatelka (* 25. února 1871)
- 12. srpna – Carlo Bourlet, francouzský esperantista (* 25. dubna 1866)
- 13. srpna – August Bebel, německý politik, spisovatel a filozof (* 22. února 1840)
- 26. srpna – Fjodor Kamenskij, ruský sochař (* 2. září 1836)
- 15. září – Ármin Vámbéry, uherský orientalista, jazykovědec a cestovatel (* 19. března 1832)
- 19. září – Otilie Malybrok-Stielerová, německá překladatelka z češtiny (* 2. října 1836)
- 30. září – Rudolf Diesel, vynálezce vznětového motoru, utonul v moři (* 1858)
- 4. října – Karel IV. kníže ze Schwarzenbergu, poslanec říšské rady (* 1. července 1859)
- 7. října – Ľudovít Vladimír Rizner, slovenský spisovatel a bibliograf (* 10. března 1849)
- 10. října – Adolphus Busch, americký pivovarník, zakladatel koncernu Anheuser-Busch (* 1842)
- 16. října – Ralph Rose, americký trojnásobný olympijský vítěz ve vrhu koulí (* 17. března 1885)
- 21. října
  - Alexander Bassano, anglický fotograf (* 10. května 1829)
  - Scipio Sighele, italský kriminolog (* 24. června 1868)
- 7. listopadu – Alfred Russel Wallace, britský přírodovědec (* 8. ledna 1823)
- 14. listopadu – Kamil Paša, osmanský státník (* 1833)
- 21. listopadu – Jošinobu Tokugawa, poslední šógunem šógunátu Tokugawa (* 10. října 1837)
- 4. prosince – Vinzenz Baillet von Latour, předlitavský státní úředník a politik (* 5. října 1848)
- 8. prosince – Camille Jenatzy, belgický automobilový závodník a konstruktér (* 4. listopadu 1868)
- 12. prosince – Menelik II., etiopský císař (* 17. srpna 1844)
- 15. prosince – Karl Wilhelm Diefenbach, německý symbolistický malíř (* 21. února 1851)
- 16. prosince – Mariano Rampolla del Tindaro, vatikánský diplomat (* 17. srpna 1843)
- 24. prosince – Wacław Zaleski, ministr financí Předlitavska (* 28. června 1868)
- 27. prosince – Antonie Portugalská, portugalská infantka (* 17. února 1845)
- 30. prosince – Žofie Nassavská, švédská a norská královna (* 9. července 1836)
- ? – Blanche Wittmanová, francouzská pacientka-figurantka (* 1859)

## Hlavy států
- České království – František Josef I.
- Papež – Pius X.
- Království Velké Británie – Jiří V.
- Francie – Armand Fallières (do 18. února), poté Raymond Poincaré
- Uherské království – František Josef I.
- Rakouské císařství František Josef I.
- Rusko – Mikuláš II. Alexandrovič
- Španělsko – Alfons XIII.
- Belgie – Albert I.
- Rumunsko – Karel I.
- Itálie – Viktor Emanuel III.
- USA – William Howard Taft (do 4. března), poté Woodrow Wilson
- Japonsko – císař Taišó

## Sport
- 12. července – v Amiens se konala Grand Prix Francie 1913, vítězem se stal Georges Boillot na voze Peugeot

Založen fotbalový klub s názvem FC Zbrojovka Brno.